# شوح غواتيمالي
الشوح الغواتيمالي نوع نباتي شجري ينتمي إلى جنس الشوح من الفصيلة الصنوبرية.

## الانتشار
موطنه جبال أمريكا الوسطى من جنوب المكسيك إلى السلفادور وهندوراس مرورًا بغواتيمالا.